# Tibor Fischer (zapaśnik)
Tibor Fischer – węgierski zapaśnik walczący w stylu klasycznym.
Mistrz świata w 1911. Złoty medalista mistrzostw Europy w 1912; srebrny w 1913 i 1914; piąty w 1910  roku. Mistrz kraju w 1910, 1911, 1912, 1914 i 1920 roku.